# Association for the Development of Enhanced TV Services and Interactivity
 (mars 2023).
Si vous disposez d'ouvrages ou d'articles de référence ou si vous connaissez des sites web de qualité traitant du thème abordé ici, merci de compléter l'article en donnant les références utiles à sa vérifiabilité et en les liant à la section « Notes et références ».
 (mars 2023).
L’Association for the Development of Enhanced TV Services and Interactivity, dite AFDESI, est une organisation professionnelle européenne qui a pour principale ambition de fédérer l’ensemble des acteurs du secteur de la télévision interactive afin d’assurer la promotion et le développement de cette industrie, sur l'ensemble des réseaux, terrestre, câble, satellite, IPTV et télévision mobile.
Cette association regroupe déjà la plupart des acteurs de ce marché (constructeurs de terminaux, Middleware, contrôle d'accès, producteurs et opérateurs), et est devenue un représentant reconnu par les principales institutions nationales et européennes.
L’AFDESI organise chaque année les Assises européennes de la télévision interactive et les International ITV Awards, où se retrouvent tous les grands acteurs de l’audiovisuel pour préparer le marché de la télévision du futur. Elle soutient, depuis sa normalisation, le développement de la nouvelle solution hybride, HbbTV (Hybrid Broadcast Broadband TV), pour les services interactifs.
L'AFDESI est présidée par Philippe Alcaras.